# Хоппе, Оскар
Оскар Хоппе (Oscar Hoppe) — немецкий, а позднее чехословацкий фигурист, бронзовый призёр чемпионата мира 1927 года в парном катании (вместе с Эльзе Хоппе).
Оскар Хоппе на чемпионате Германии в 1912 году выступал в мужском одиночном катании и в парном катании с Эльзе Лишка, завоевал в этих категориях бронзовые медали. На чемпионате 1914 года, с этой же партнёршей, завоевал золотую медаль. Позднее выступал за Чехословакию со своей женой Эльзе Хоппе и стал бронзовым призёром чемпионата мира. Был участником чемпионата Европы 1930 года — первого первенства континента, на котором разыгрывались медали в парном катании.

## Спортивные достижения
| Соревнования      | 1925 | 1926 | 1927 | 1928 | 1929 | 1930 | 1931 |
| ----------------- | ---- | ---- | ---- | ---- | ---- | ---- | ---- |
| Чемпионаты мира   | 5    | 7    | 3    |      | 6    |      | 6    |
| Чемпионаты Европы |      |      |      |      |      | 7    |      |